# یواس‌اس جان ام. هاوارد (آی‌اکس-۷۵)
یواس‌اس جان ام. هاوارد (آی‌اکس-۷۵) (به انگلیسی: USS John M. Howard (IX-75)) یک کشتی بود که طول آن ۸۷ فوت (۲۷ متر) بود. این کشتی در سال ۱۹۳۴ ساخته شد.